# 山田かかしの里 (栃木県)
山田かかしの里（やまだかかしのさと）とは、栃木県栃木市大平町西山田の、大平町ぶどう団地内にある公園である。
1982年（昭和57年）に、園内に勤労者向けの野外活動施設がオープンした。

## 施設
一部施設は有料となっている。
- テニスコート
- 野球場
- バーベキュー場
- 野外ステージ
- ローラースライダー 長さ144m、無料で使用できるが、専用マットの有料貸し出しがある[1]。
- 菖蒲園

## アクセス
- JR両毛線大平下駅から徒歩約50分、東武日光線新大平下駅から徒歩約40分。
- 栃木駅南口よりふれあいバス岩舟線で「かかしの里東」下車